# Takeo Ōtsuka (actor de voz)
Takeo Ōtsuka (大塚 剛央 Ōtsuka Takeo?, Tokio, 19 de octubre de 1992) es un actor de voz japonés afiliado a I'm Enterprise.

## Biografía
Después de estudiar en el Instituto de Actores de Narración de Japón, fue contratado por I'm Enterprise. 
Protagonizó por primera vez el papel de Limo en "Shanghai Koi" en la adaptación a película de anime "Shiki Oriori" estrenada en agosto de 2018.
En el anime "Kaze ga Tsuyoku Fuiteiru" emitido en octubre de 2018, interpretó el papel de Kakeru Kurahara, protagonizando por primera vez una serie de anime.
El 8 de marzo de 2020 fue galardonado junto a sus colegas Shōgo Yano, Gakuto Kajiwara, Kotaro Daigo y Katsumi Fukuhara con el premio a "Mejores Actores Revelación" en la 14.ª edición de los Seiyu Awards.

## Filmografía
Los papeles principales están en negrita

### Anime

#### Series de televisión
| Año  | Título                                                                                             | Rol                | Refs.  |
| ---- | -------------------------------------------------------------------------------------------------- | ------------------ | ------ |
| 2018 | Kaze ga Tsuyoku Fuiteiru                                                                           | Kakeru Kurahara    | [ 4 ]  |
| 2019 | Choujigen Kakumei Anime: Dimension High School                                                     | Ryusei Midorigaoka | [ 8 ]  |
| 2019 | Namu Amida Butsu!: Rendai Utena                                                                    | Māra               | [ 9 ]  |
| 2019 | Beastars                                                                                           | Oryx, Collot y Tem | [ 10 ] |
| 2020 | Haikyuu!!: To the Top                                                                              | Junji Kuroishi     |        |
| 2020 | Kami no Tou                                                                                        | Kancho Dede        | [ 11 ] |
| 2020 | Maōjō de Oyasumi                                                                                   | Poseidon           | [ 12 ] |
| 2020 | Munō na Nana                                                                                       | Secuaz de Moguo B  |        |
| 2020 | Noblesse                                                                                           | Takeo              | [ 13 ] |
| 2021 | Beastars 2nd Season                                                                                | Collot             |        |
| 2021 | Shadows House                                                                                      | Gerald             | [ 14 ] |
| 2022 | Otome Game Sekai wa Mob ni Kibishii Sekai desu                                                     | Leon Fou Bartfort  | [ 15 ] |
| 2022 | Shadows House 2nd Season                                                                           | Gerald             | [ 16 ] |
| 2022 | Akuyaku Reijō Nanode Rasubosu o Katte Mimashita                                                    | Max                |        |
| 2022 | Kidou Senshi Gundam: Suisei no Majo                                                                | Lauda Neill        |        |
| 2023 | Sugar Apple Fairy Tale                                                                             | Clifford           | [ 17 ] |
| 2023 | Saikyō Onmyōji no Isekai Tenseiki                                                                  | Luft Lamprogue     |        |
| 2023 | Mononogatari                                                                                       | Hyōma Kunato       | [ 18 ] |
| 2023 | Flaglia: Natsuyasumi no Monogatari                                                                 | Mel                | [ 19 ] |
| 2023 | Kidō Senshi Gundam: Suisei no Majo Season 2                                                        | Lauda Neill        | [ 20 ] |
| 2023 | Oshi no Ko                                                                                         | Aquamarine Hoshino | [ 21 ] |
| 2023 | Mononogatari Season 2                                                                              | Hyōma Kunato       | [ 22 ] |
| 2023 | AI no Idenshi                                                                                      | Hikaru Sudō        | [ 23 ] |
| 2023 | Synduality: Noir                                                                                   | Kanata             | [ 24 ] |
| 2023 | Potion-danomi de Ikinobimasu!                                                                      | Alan               | [ 25 ] |
| 2023 | Kusuriya no Hitorigoto                                                                             | Jinshi             | [ 26 ] |
| 2023 | Technoroid Overmind                                                                                | Auru               | [ 27 ] |
| 2024 | Jaku-Chara Tomozaki-kun 2nd Stage                                                                  | Daichi Matsumoto   | [ 28 ] |
| 2024 | Momochi-san Chi no Ayakashi Ōji                                                                    | Aoi Nanamori       | [ 29 ] |
| 2024 | Yubisaki to Renren                                                                                 | Ōshi Ashioki       | [ 30 ] |
| 2024 | Synduality: Noir Part 2                                                                            | Kanata             | [ 31 ] |
| 2024 | One Room, Hi Atari Futsū, Tenshi Tsuki.                                                            | Shūichi Seno       | [ 32 ] |
| 2024 | Bōkyaku Battery                                                                                    | Eiichiro Kokuto    | [ 33 ] |
| 2024 | Oshi no Ko Season 2                                                                                | Aquamarine Hoshino | [ 34 ] |
| 2024 | Tasogare Out Focus                                                                                 | Yukitaka Honjō     | [ 35 ] |
| 2024 | Haigakura                                                                                          | Ichiyō             | [ 36 ] |
| 2024 | Trillion Game                                                                                      | Haru Tennōji       | [ 37 ] |
| 2024 | Saikyō no Shienshoku "Wajutsushi" dearu Ore wa Sekai Saikyō Clan o Shitagaeru                      | Keim               | [ 38 ] |
| 2024 | Tono to Inu                                                                                        | Senmaru            | [ 39 ] |
| 2025 | S Rank Monster no “Behemoth” dakedo, Neko to Machigawarete Elf Musume no Pet Toshite Kurashitemasu | Cedric Lewin       | [ 40 ] |
| 2025 | Medalist                                                                                           | Tsukasa Akeuraji   | [ 41 ] |
| 2025 | Okinawa de Suki ni Natta Ko ga Hōgen Sugite Tsurasugiru                                            | Teruaki Nakamura   | [ 42 ] |
| 2025 | Fugūshoku (Kanteishi) ga Jitsu wa Saikyō Datta                                                     | Jasper             | [ 43 ] |
| 2025 | Kusuriya no Hitorigoto 2nd Season                                                                  | Jinshi             | [ 44 ] |
| 2025 | Cardfight!! Vanguard DivineZ Deluxe-hen                                                            | Kagetsu Yakumo     | [ 45 ] |
| 2025 | Gorilla no Kami Kara Kago Sareta Reijō wa Ōritsu Kishidan de Kawaiigareru                          | Louis Scarrel      | [ 46 ] |
| 2025 | Kaoru Hana wa Rin to Saku                                                                          | Tomonari Takahashi | [ 47 ] |
| 2025 | The Rising of the Shield Hero Season 4                                                             | Werner             | [ 48 ] |
| 2025 | Shūkan Ranobe Anime                                                                                | Stanislas          | [ 49 ] |
| 2025 | Assassin de Aru Ore no Status ga Yūsha Yori mo Akiraka ni Tsuyoi Nodaga                            | Akira Oda          | [ 50 ] |
| 2025 | Gnosia                                                                                             | Chipie             | [ 51 ] |
| 2025 | Potion, Wagami o Tasukeru                                                                          | Asuru              | [ 52 ] |
| 2026 | Tsuihō Sareta Tensei Jū Kishi wa Game Chishiki de Musō Suru                                        | Elma Edvan         | [ 53 ] |
| TBA  | Otome Game Sekai wa Mob ni Kibishii Sekai desu 2nd Season                                          | Leon Fou Bartfort  | [ 54 ] |
| TBA  | Yūsha Party o Oidasareta Kiyō Binbō                                                                | Orun Dula          | [ 55 ] |
| TBA  | Bōkyaku Battery 2nd Season                                                                         | Eiichiro Kokuto    | [ 56 ] |

#### Películas
| Año  | Título                                                          | Rol          | Refs.  |
| ---- | --------------------------------------------------------------- | ------------ | ------ |
| 2018 | Shiki Oriori                                                    | Limo         | [ 2 ]  |
| 2019 | Bokura no Nanokakan Sensō                                       | Hiroto Honjō | [ 57 ] |
| 2022 | Sword Art Online: Progressive Movie - Kuraki Yuuyami no Scherzo | Lind         |        |
| 2023 | Hokkyoku Hyakkaten no Concierge-san                             | Eruru        | [ 58 ] |
| 2024 | Kuramerukagari                                                  | Iseya        | [ 59 ] |

#### ONAs
| Año  | Título                          | Rol        | Refs.  |
| ---- | ------------------------------- | ---------- | ------ |
| 2023 | Maomao no Hitorigoto            | Jinshi     |        |
| 2024 | Gundam: Requiem for Vengeance   | Ony Kasuga | [ 60 ] |
| 2024 | Beastars Final Season           | Collot     | [ 61 ] |
| 2025 | Maomao no Hitorigoto 2nd Season | Jinshi     |        |
| 2025 | Maomao no Hitorigoto USJ        | Jinshi     |        |

#### OVAs
| Año  | Título                  | Rol            | Refs.  |
| ---- | ----------------------- | -------------- | ------ |
| 2019 | Haikyuu!!: Riku vs. Kuu | Naoyasu Kuguri | [ 62 ] |

#### Especiales
| Año  | Título                      | Rol           | Refs.  |
| ---- | --------------------------- | ------------- | ------ |
| 2025 | Tamaranai no wa Koi nano ka | Riku Kitahara | [ 63 ] |

### Videojuegos
| Año  | Título                         | Rol    | Refs.  |
| ---- | ------------------------------ | ------ | ------ |
| 2017 | Brown Dust                     | Cry    | [ 64 ] |
| 2019 | Ash Tale: Kaze no Tairiku      | Link   | [ 65 ] |
| 2019 | Namu Amida Butsu! Rendai Utena | Māra   | [ 66 ] |
| 2019 | Luciano Dōmei                  | Seven  | [ 67 ] |
| 2021 | Angelique Luminarise           | Kanata | [ 68 ] |
| 2024 | Honkai: Star Rail              | Sunday |        |

## Premios y nominaciones
| Año  | Premios      | Categoría                  | Resultado | Refs. |
| ---- | ------------ | -------------------------- | --------- | ----- |
| 2019 | Seiyū Awards | Mejores Actores Revelación | Ganador   | [ 7 ] |